# Flughafen Faro

i7
i11
i13

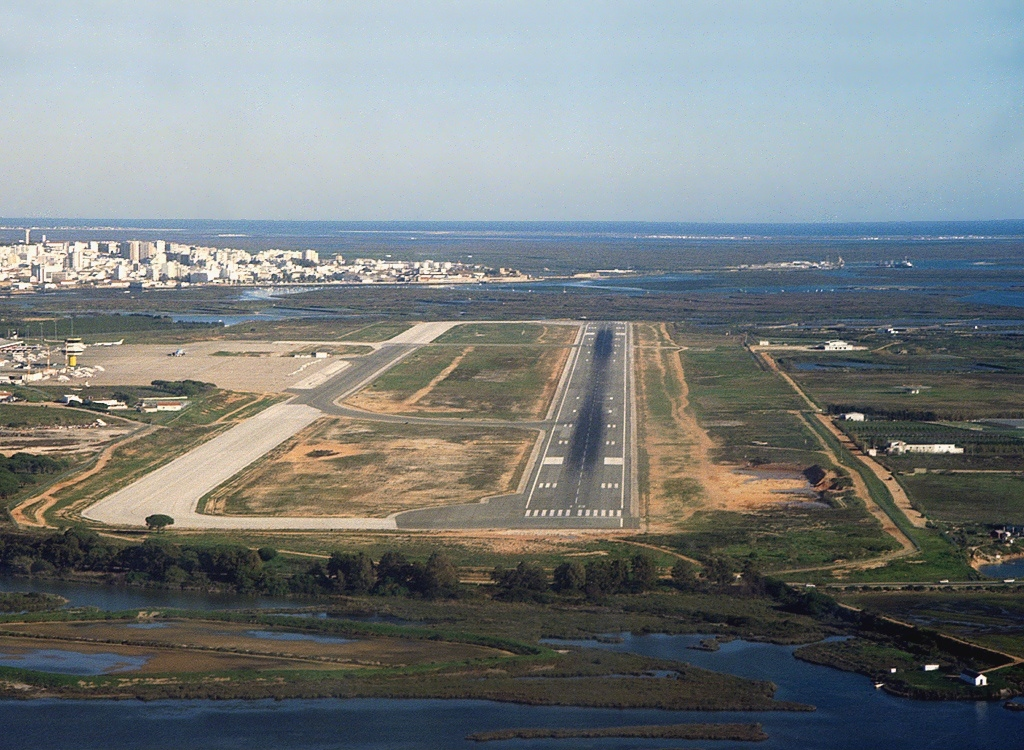
Anflug aus Westen auf die Landebahn 10

Flughafen / Ansicht 2025

Der Flughafen Gago Coutinho, auch Flughafen Faro (port.: Aeroporto Gago Coutinho, früher Aeroporto de Faro, IATA-Code: FAO, ICAO-Code: LPFR) ist ein internationaler Verkehrsflughafen im Süden Portugals, der von der ANA Aeroportos de Portugal betrieben wird. Er ist nach den Flughäfen von Lissabon und Porto der drittgrößte Verkehrsflughafen des Landes und als „Tor zur Algarve“ ein bedeutender Standortfaktor für den Tourismus. Das Passagieraufkommen besteht überwiegend aus Urlaubern, die früher besonders mit Charterfluggesellschaften angereist sind. Seit der Liberalisierung des europäischen Luftverkehrs und dem Jahrtausendwechsel übernehmen Billigfluggesellschaften diese Rolle. Daneben bieten weitere europäische Linienfluggesellschaften planmäßige Verbindungen an.

## Geschichte
Der Flughafen Faro wurde am 10. Juli 1965 eröffnet. Ab Oktober 2015 wurde das Terminalgebäude des Flughafens umgebaut und erweitert, um die Kapazitäten von 6 Millionen Passagiere auf dann bis zu 8 Millionen Gäste pro Jahr zu erhöhen. Diese Arbeiten wurden im Sommer 2017 abgeschlossen. Im September 2022 wurde der Flughafen offiziell nach dem Seefahrer und Piloten Gago Coutinho benannt.

## Lage und Verkehrsanbindung
Der Flughafen Faro befindet sich 3 km westlich von Faro in Sichtweite der Atlantikküste. Er wird durch die N125-10 an die Itinerário Complementar 4 angebunden, welche wiederum Faro mit der Autoestrada A22 und der Europastraße 1 verbindet. Es verkehren Busse zwischen dem Flughafen und dem Stadtzentrum von Faro.

## Verkehrszahlen
| Jahr | Fluggastaufkommen | Fluggastaufkommen | Luftfracht (Tonnen) | Luftfracht (Tonnen) | Flugbewegungen | Flugbewegungen |
| ---- | ----------------- | ----------------- | ------------------- | ------------------- | -------------- | -------------- |
| 2024 | 9.830.000         | 00+2,0 %          | k. A.               | k. A.               | 63.530         | 0+1,3 %        |
| 2023 | 9.640.232         | 0+18,0 %          | 51                  | +728,6 %            | 62.709         | +12,8 %        |
| 2022 | 8.171.413         | +150,3 %          | 7                   | 0−99,6 %            | 55.600         | +72,1 %        |
| 2021 | 3.265.182         | 0+48,0 %          | 1.956               | 0−91,5 %            | 32.317         | +43,5 %        |
| 2020 | 2.206.635         | 0−75,5 %          | 23                  | 0−80,0 %            | 22.520         | −61,7 %        |
| 2019 | 9.008.991         | 00+3,7 %          | 115                 | 00–4,5 %            | 58.788         | 0–2,5 %        |
| 2018 | 8.685.571         | 00–0,5 %          | 120                 | 00+2,9 %            | 57.352         | 0–0,2 %        |
| 2017 | 8.727.132         | 0+14,4 %          | 117                 | 117                 | 57.473         | +12,0 %        |
| 2016 | 7.630.909         | 0+18,5 %          | –                   | –                   | 51.330         | +19,1 %        |
| 2015 | 6.436.881         | 00+4,4 %          | –                   | –                   | 43.096         | 0+1,6 %        |
| 2014 | 6.166.927         | 00+3,1 %          | –                   | –                   | 42.402         | 0+2,4 %        |
| 2013 | 5.981.448         | 00+5,4 %          | –                   | –                   | 41.410         | 0+5,0 %        |
| 2012 | 5.672.377         | 00+1,0 %          | –                   | –                   | 39.441         | 0–2,8 %        |
| 2011 | 5.615.580         | 5.615.580         | –                   | –                   | 40.596         | 40.596         |

## Zwischenfälle
Am 21. Dezember 1992 verunglückte eine McDonnell Douglas DC-10 der niederländischen Charterfluggesellschaft Martinair bei der Landung in Faro. Das Flugzeug geriet im Endanflug auf die Landebahn 11 (heute Landebahn 10) in eine Windscherung. Bei dem Unfall starben 56 Insassen, weitere 106 Personen wurden schwer verletzt.